# Las Mesas
Las Mesas – gmina w Hiszpanii, w prowincji Cuenca, w Kastylii-La Mancha, o powierzchni 87,21 km². W 2011 roku gmina liczyła 2548 mieszkańców.